# Kangavar
Kangāvar (farsi کنگاور) è il capoluogo dello shahrestān di Kangavar, circoscrizione Centrale, nella provincia di Kermanshah. Aveva, nel 2006, una popolazione di 48.901 abitanti.
È nota per un sito archeologico e i resti di un edificio di stile sasanide-achemenide, conosciuto come "tempio di Anahita".

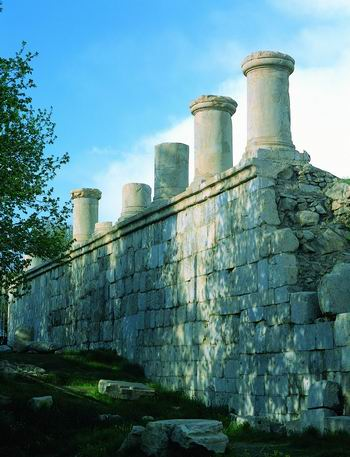
Il tempio di Anahita